# Rhaphuma clermonti
Rhaphuma clermonti là một loài bọ cánh cứng trong họ Cerambycidae.